# Rika Geyser
Pour les articles homonymes, voir Geyser (homonymie).
Adriana Hendrika "Rika" Geyser, née le 28 août 1978 à Pretoria, est une rameuse sud-africaine. 

## Carrière
Aux Jeux africains de 2007, Rika Geyser est médaillée d'or en skiff.
Elle dispute les Jeux olympiques d'été de 2008 sans obtenir de médaille.